# 얼굴 사정
얼굴 사정은 얼굴에 사정을 하는 것을 의미한다.

## 같이 보기
- 붓카케
- 사정